# FC United of Manchester
Football Club United of Manchester (afgekort ook FC United of Manchester, FC United of FCUM genoemd) is een Engelse voetbalclub, die in 2005 is opgericht door teleurgestelde supporters van Manchester United. In het seizoen 2014-2015 behaalde FC United de eerste plaats van de NPL Premier Division en bewerkstelligde daarmee promotie naar de National League North, het zesde niveau van de Engelse voetbalpiramide. In het seizoen 2018-2019 degradeerde de club voor het eerst in haar bestaan. In 2019-2020 werd het seizoen afgebroken door de Corona epidemie, terwijl FC United of Manchester op een tweede plaats stond. Hierdoor speelt de club ook in 2020-2021 in de Northern Premier League. De club speelt tot op heden nogsteeds in deNPL Premier Division. In 2020-2021 werd de 1e hoofdronde van de FA Cup voor de tweede keer bereikt. Hierin werd met 1-5 verloren van Doncaster Rovers uit League One. De wedstrijd werd live door BBC2 uitgezonden als ook in 65 andere landen. 

## Geschiedenis

### Oprichting
De club werd opgericht in de zomer van 2005 door misnoegde supporters van Manchester United. Dit deden ze uit onvrede over de vercommercialisering van het spel, stadions met enkel zitplaatsen, exorbitante toegangsprijzen en gebrek aan democratie in de top van het voetbal. De doorslaggevende factor voor deze beslissing was de overname van hun club door Malcolm Glazer. Op advies van AFC Wimbledon-voorzitter Kris Stewart werd tijdens een vergadering op 30 mei van dat jaar besloten een eigen club op te richten. Bij een latere vergadering was Stewart zelf ook aanwezig en gaf hij aan dat Wimbledon hulp zou verlenen bij de organisatie van de club. AFC Wimbledon is zelf een club die drie jaar eerder was opgericht door supporters.
Op 22 juni 2005 werd Karl Marginson aangesteld als manager. De ploeg zou vanaf het seizoen 2005/2006 uitkomen in de tweede divisie van de North West Counties Football League.
In den beginne werd FC United als naam gekozen, maar de Football Association keurde dat niet goed. Iedereen die geld had gestoken in de club werd gevraagd te stemmen tussen FC United of Manchester, FC Manchester Central, AFC Manchester 1878 en Newton Heath United FC. Op 14 juni werd bekendgemaakt dat FC United Of Manchester met 44% de meeste stemmen had gekregen. Een lokale club Leigh RMI verkeerde rond die tijd in financiële moeilijkheden en deed het voorstel op te gaan in de nieuwe club. De oprichters van FC United vonden dat echter niet gepast, omdat zij juist waren ontstaan uit onvrede over de overname van Manchester United. Desondanks gaan beide clubs nauw met elkaar om en was de eerste officiële wedstrijd van FC United een vriendschappelijke wedstrijd tegen Leigh RMI (0-0). Begin juli 2005 hadden meer dan 4000 mensen geld geïnvesteerd in de nieuwe club waardoor het banksaldo meer dan £100.000 bedroeg.

### Eerste seizoenen
De club werd voor het seizoen 2005/06 toegelaten tot de North West Counties Football League (ook bekend als de Moore and Co Construction Solicitors League) en speelt in de tweede divisie. De competitie staat op het tiende niveau in Engeland, negen niveaus lager dan de FA Premier League. FC United ontstond pas na de deadline van de FA voor het spelen van cups, waardoor deelname aan de FA Vase pas het volgend jaar mogelijk werd. Het wist in zijn eerste seizoen onmiddellijk de divison two te winnen. Hierdoor speelde ze in het seizoen 2006/07 in de divison one. Ook hierin wist ze onmiddellijk kampioen te spelen, en dus zou ze in 2007/08 in de Northern Premier League Premier Division (niveau 7) zou uitkomen.
In haar nieuwe competitie groeide FC United of Manchester uit tot een stabiele middenmoter. Maar in het seizoen 2012/13 eindigde de club 3de. En mocht het via play-offs meestrijden voor een plek in de Conference North. Ze schopte het tot in de finale, daar was hun tegenstander Hednesford Town FC. De finale werd met 2-1 verloren, en zo mocht Hednesford samen met kampioen North Ferriby United AFC promoveren.
In 2013/14 vocht de club een verbeten strijd uit met Chorley FC. FC United of Manchester zou uiteindelijk aan het kortste eind trekken, en vicekampioen worden. In de play-offs strandde ze al in de eerste ronde. En zo zullen ze ook in het seizoen 2014/15 in de Northern Premier League Premier Division spelen. Op 21 april 2015 won FC United of Manchester met 1 - 0 van Stourbridge FC, hierdoor werd het kampioen in de Northern Premier League Premier Division. In het seizoen 2015/2016 zal FC United of Manchester uitkomen in de Conference North

### Eigen stadion en toekomstplannen

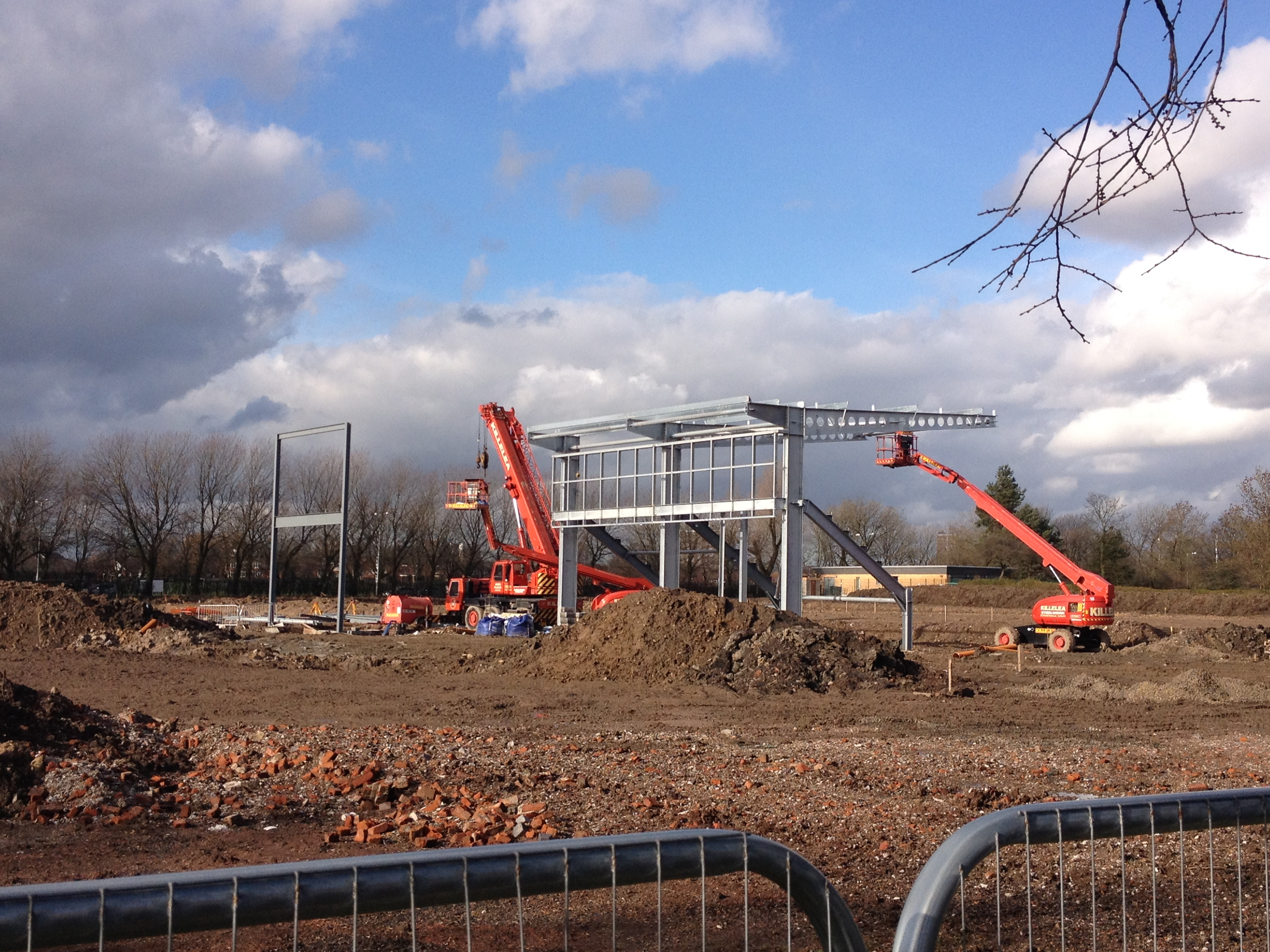
Het nieuwe stadion in aanbouw

Sinds de oprichting van de club speelt het de thuiswedstrijden in Gigg Lane, de thuishaven van Bury FC. Maar op de middellange termijn wilde het zijn eigen stadion. In maart 2010 raakte bekend dat er plannen waren om in de wijk Newton Heath een eigen stadion te bouwen. In 2011 werd bekend dat de stad Manchester de club zou helpen met een nieuw stadion in de wijk Moston. In juli 2011 begon met dan met de bouw van Broadhurst Park. De werken zouden duren tot in december 2014, en zouden zo'n 6 miljoen euro kosten.
Het nieuwe stadion zou een nieuwe boost moeten geven aan de club. Zo hoopt de club nog wat te kunnen promoveren in de toekomst.

## Cultuur
De supporters zijn dus voornamelijk misnoegde fans van Manchester United. De club heeft een grote schare trouwe fans, de bezoekersaantallen van de club zijn enorm hoog voor de divisie waarin het uitkomt. Het recordaantal werd genoteerd op 2 januari 2006 toen 4328 toeschouwers naar de wedstrijd tegen Winsford United, kwamen kijken.
De club wordt geleid door een raad van bestuur, waar momenteel Andy Walsh voorzitter van is. Deze raad wordt gekozen door de aandeelhouders, zijnde supporters die vrij zijn een bepaald bedrag te geven voor één aandeel. Per man is slechts één aandeel te koop.
De club is tevens een non-profitorganisatie.

## Erelijst

### Competities
| Prijs                                      | Aantal | Seizoen   | Niveau op voetbalpiramide |
| ------------------------------------------ | ------ | --------- | ------------------------- |
| North West Counties League Division Two    | 1x     | 2005-2006 | 10                        |
| Northern West Counties League Division One | 1x     | 2006-2007 | 9                         |
| Northern Premier League Division One North | 1x     | 2007-2008 | 8                         |
| Northern Premier League Premier Division   | 1x     | 2014-2015 | 7                         |

### Bekers
| Prijs                                    | Aantal | Seizoen   |
| ---------------------------------------- | ------ | --------- |
| Northern Premier League President's Cup  | 1x     | 2007-2008 |
| North West Counties League Challenge Cup | 1x     | 2006-2007 |
| Supporters Direct Cup                    | 1x     | 2006-2007 |
| Jimmy Davis Memorial Cup                 | 1x     | 2007-2008 |
| Fenix Trophy                             | 1x     | 2021-2022 |

### Overig
| Prijs                                              | Aantal | Seizoen |
| -------------------------------------------------- | ------ | ------- |
| BBC North West Sports Awards: Newcomer of the year | 1x     | 2006    |

## Selectie
Per 16 juni 2022

### Eerste selectie
| Nr.           | Nat.              | Naam              | Contract | Seizoen | Vorige club | Debuut  |
| Keepers       | Keepers           | Keepers           | Keepers  | Keepers | Keepers     | Keepers |
| ------------- | ----------------- | ----------------- | -------- | ------- | ----------- | ------- |
| -             | Vlag van Engeland | Ryan Hamer        | -        | -       | -           | -       |
| -             | Vlag van Engeland | Dan Lavercombe    | -        | -       | -           | -       |
| Verdedigers   |                   |                   |          |         |             |         |
| -             | Vlag van Engeland | Josh Askew        | -        | -       | -           | -       |
| -             | Vlag van Engeland | Curtis Jones      | -        | -       | -           | -       |
| -             | Vlag van Engeland | Jack Godden       | -        | -       | -           | -       |
| -             | Vlag van Engeland | Silas Itotayagbon | -        | -       | -           | -       |
| -             | Vlag van Engeland | Aaron Morris      | -        | -       | -           | -       |
| -             | Vlag van Engeland | Jorge Sikora      | -        | -       | -           | -       |
| -             | Vlag van Engeland | Clive Smith       | -        | -       | -           | -       |
| Middenvelders |                   |                   |          |         |             |         |
| -             | Vlag van Engeland | Michael Donohue   | -        | -       | -           | -       |
| -             | Vlag van Engeland | Paul Ennis        | -        | -       | -           | -       |
| -             | Vlag van Engeland | Luke Griffiths    | -        | -       | -           | -       |
| -             | Vlag van Engeland | Jayden Major      | -        | -       | -           | -       |
| -             | Vlag van Engeland | Jonathan Smith    | -        | -       | -           | -       |
| -             | Vlag van Engeland | Chris Taylor      | -        | -       | -           | -       |
| -             | Vlag van Engeland | James Vincent     | -        | -       | -           | -       |
| Aanvallers    |                   |                   |          |         |             |         |
| -             | Vlag van Engeland | Jack Anderton     | -        | -       | -           | -       |
| -             | Vlag van Engeland | Joe Duckworth     | -        | -       | -           | -       |
| -             | Vlag van Engeland | Regan Linney      | -        | -       | -           | -       |
| -             | Vlag van Engeland | Edy Maieco        | -        | -       | -           | -       |